# PCDHB7
PCDHB7‏ (Protocadherin beta 7) هوَ بروتين يُشَفر بواسطة جين PCDHB7 في الإنسان.